# Mărioara Popescu
Mărioara Popescu-Ciobanu (* 9. November 1962 in Corlăteni, Kreis Botoșani) ist eine ehemalige rumänische Ruderin.
Popescu nahm erstmals an den Olympischen Spielen 1984 in Los Angeles teil, wo sie im Doppelzweier die Goldmedaille gewann. Nach einem fünften Platz im Einer vier Jahre später bei den Olympischen Spielen in Seoul, konnte sie bei den Olympischen Spielen 1996 in Atlanta im Achter nochmals eine Goldmedaille holen.